# Islands (Ash)
Islands è il settimo album in studio del gruppo nordirlandese Ash, pubblicato nel 2018.

## Tracce
1. True Story – 3:19
2. Annabel – 3:12
3. Buzzkill – 2:30
4. Confessions in the Pool – 4:23
5. All That I Have Left – 3:32
6. Don't Need Your Love – 3:55
7. Somersault – 3:05
8. Did Your Love Burn Out? – 4:35
9. Silver Suit – 4:02
10. It's a Trap – 4:27
11. Is It True? – 4:13
12. Incoming Waves – 4:37